# ベッカー (姓)
ベッカー (Bekker,Becker) は 、オランダ語と低地ドイツ語の職業姓。Bekkerは、オランダのバッカー（bakker、「パン屋」の意）の方言形式である。この姓を持つ注目すべき人々は、次のとおりである。 
- アモーレ・ベッカー（英語版） （1965年生まれ） - 南アフリカのラジオパーソナリティ
- アリソン・ラムセス・ベッカー - ドイツ系ブラジル人サッカー選手。
- アンドリース・ベッカー （1983年生まれ） - 南アフリカのラグビー選手
- イマヌエル・ベッカー （1785 – 1871） - ドイツの言語学者で評論家
- ウォルター・ベッカー - アメリカのミュージシャン
- エリザベス・ベッカー（英語版） （1738 – 1804） - 結婚した名前ベッチェ・ウォルフで知られるオランダの作家
- エルンスト・イマヌエル・ベッカー（英語版） （1827 – 1918）　ドイツの法学者、教授
- オリバー・ベッカー（英語版） （1984年生まれ） - 南アフリカのゴルフ選手
- カイル・ベッカー（英語版） （1990年生まれ） - カナダのサッカー選手
- キース・ベッカー（英語版） （1883 – 1964） - オランダのサッカー選手
- クラレンス・ベッカー（英語版） （1968年生まれ） - CBミルトンとして知られるオランダのユーロダンス歌手
- ゲーリー・ベッカー - アメリカ合衆国の経済学者・社会学者。
- ダニエル・ベッカー（英語版） （1932 – 2009） - 南アフリカのボクサー
- パウル・ベッカー （1882 – 1937） - ドイツの音楽評論家
- バルタザール・ベッカー（英語版） （1634 – 1698） - オランダの哲学的・神学的作品の著者
- バイロン・ベッカー（英語版） （1987年生まれ） - 南アフリカのスピードウェイライダー
- ヘニー・ベッカー（英語版） （1934年生まれ） - カナダを拠点とするザンビア出身のミュージシャン兼作曲家
- ヘンドリック・ベッカー（英語版） （1661 – 1722） - オランダ支配下セイロンの知事
- ベンノ・ベッカー - ドイツの画家。
- ベンヤミン・ベッカー -ドイツの男子プロテニス選手。
- ボリス・ベッカー - ドイツ出身の男子プロテニス選手。
- マシュー・F・ベッカー（英語版）  - アメリカの環境地理学者および年輪年代学者
- マファーヌイ・ベッカー（英語版）  - 南アフリカの芸術家、芸術教師
- マルティナス・シュヴェグダ・フォン・ベッカー（英語版）（1967年生まれ） - リトアニアのバイオリニスト
- ミエチズワウ・G・ベッカー（英語版） （1905 – 1989） - ポーランドのエンジニア兼科学者
- ヤコ・ベッカー（英語版） （1983年生まれ） - 南アフリカのラグビー選手
- ヤン・ベッカー・タールリンク（英語版）（1759 – 1832） - オランダの植物/種子コレクター、ワインメーカー、Betje Wolffの甥

デベッカー（De Bekker）
- ピエト・デ・ベッカー（英語版） （1921 – 2013） - オランダの政治家
- de：Wilhelmus de Bekker （1939年生まれ） - パラマリボのオランダ司教

ベッカーズ(Bekkers)
- デニス・ベッカーズ（英語版） （1980年生まれ） - オランダのテコンドー選手
- ウィルヘルムス・ベッカーズ（英語版） （1890 – 1957） - オランダの綱引き選手

## 参照
- ベッカー港 - エストニアの港
- Bekker Nunataks - 南極のピーク（ヌナタク）。MieczysławG. Bekkerにちなんで名付けられた
- ベッカー番号 - イマヌエル・ベッカーにちなんで名付けられた、アリストテレスの現存する作品の一節を引用するために使用される番号
- Bekker v Jika - 南アフリカの財産法における重要な訴訟
- DaniëlleBekkering （1976年生まれ） - オランダのスピードスケート選手
- ベッカー
- バッカー - オランダの姓